# Селим II
Сели́м II (осман. سليم ثانى‎ / Selîm-i sânî, тур. İkinci Selim; 28 мая или 30 мая 1524 — 13 декабря 1574) — одиннадцатый султан Османской империи, правивший в 1566—1574 годах. Третий сын и четвёртый ребёнок султана Сулеймана І Великолепного и хасеки Хюррем-султан. Известен под прозвищами Светловолосый (тур. Sarı Selim).

## Биография

### Ранние годы
Селим II родился в стамбульском дворце Топкапы в мае 1524 года в семье султана Сулеймана І Великолепного и хасеки Хюррем-султан. Османист Олдерсон датирует дату рождения как 28 мая, но статья в «Исламской энциклопедии» указывает дату рождения как 30 мая.
В июле 1530 года шехзаде Селим был обрезан вместе со своими старшим братьями шехзаде Мустафой и Мехмедом. В честь этого события прошли пышные церемонии и развлечения, продолжавшиеся около 20 дней. Точных сведений о его жизни и образовании во дворце, где он прожил до 18 лет не сохранилось. Известно, что его отец брал его с собой во время Молдавской кампании 1538 года и Венгерской кампании 1541 года.
В 1542 году шехзаде Селим был назначен санджак-беем Коньи и тогда же его старший брат Мехмед был отправлен в Манису вместо Мустафы, который был переведён в Амасью. Большую роль в этих назначениях сыграла мать Мехмеда и Селима Хюррем-султан, имевшая в то время большое влияние на Сулеймана I.

### Правление в санджаках
После смерти старшего брата шехзаде Мехмеда, скончавшегося в 1543 году, Селим был переведён в Манису. Годы правления Селима в Манисе постепенно ослабили впечатление о том, что он был сильным кандидатом на престол. Шехзаде Мустафа, правивший в Амасье, рассматривался как преемник Сулеймана I и даже шехзаде Баязид привлекал больше внимания чем Селим. Иностранные источники того времени объясняли это тем, что Селим был погружён в удовольствия и развлечения.
В 1548 году его отец, отправившийся во главе османской армии в поход на Персию, оставил шехзаде Селима регентом в Стамбуле. В 1553 году после казни его старшего единокровного брата Мустафы Селим как старший сын Сулеймана был объявлен наследником престола.
В 1558 году после смерти Хюррем-султан обострились отношения между Селимом и его младшим братом, шехзаде Баязида. Султан Сулейман, опасавшийся государственного переворота и надеявшийся на скорый мир между своими сыновьями, отправил обоих сыновей управлять удаленными от Стамбула провинциями империи. Шехзаде Селим был переведен из Манисы в Конью, а его брат шехзаде Баязид — в Амасью.
В 1559 году братья Баязид и Селим начали междоусобную борьбу за власть. Шехзаде Баязид собрал войско и выступил в поход против своего старшего брата Селима. По приказу Сулеймана I третий визирь Соколлу Мехмед-паша присоединил к войску Селима янычар. Кроме того, на помощь старшему шехзаде был посланы войска под командованием губернатора Румелии Мустафы-паши. Лэмб писал, что помимо янычар под командованием Соколлу находились сипахи и 40 пушек. В двухдневной битве под Коньей шехзаде Селим, получивший поддержку отца и имевший численное превосходство, разбил войско младшего брата. Баязид с семьёй бежал в Персию, но в 1561 году был выдан шахом Тахмаспом и задушен вместе с пятью сыновьями.
В начале 1562 года шехзаде Селим был переведён в Кютахью, которой правил в течение четырёх лет.

### Правление
Во время правления Селима ІІ (государственными делами руководил великий визирь Мехмед Соколлу-паша) Османская империя вела войны с Персидской империей Сефевидов, Венгрией, Венецией (1570—1573) и «Священной лигой» (Испания, Венеция, Генуя, Мальта), завершила завоевание Аравии и Кипра.
В 1569 году Селимом был осуществлен неудачный поход на Астрахань. В Стамбуле был разработан план по объединению Волги и Дона каналом, и летом 1569 года янычары и татарская кавалерия начали блокаду Астрахани и работы на волгодонском перешейке, в то время как флот Османской империи осаждал Азов, однако гарнизон Астрахани отразил осаду. 15-тысячная русская армия атаковала и разогнала рабочих и татар, а османский флот был уничтожен штормом. В 1570 году послы Ивана Грозного заключили с Селимом II мирный договор.
Султан Селим получил прозвище «Пьяница» из-за пристрастия к вину, которое, с точки зрения Корана, расценивалось как злоупотребление. Тем не менее пьяницей в прямом смысле слова он не был. Умер 13 декабря 1574 года в гареме дворца Топкапы. После этого власть в стране перешла к его сыну Мураду III.

## Семья
Первой и главной женой Селима II была Нурбану, происходившая из греко-венецианской семьи. Нурбану стала матерью будущего султана Мурада III, а также четверых дочерей Селима: Шах Султан (ок. 1544—1580), Эсмехан Султан (1544/1545 — 1585), Гевхерхан Султан (1544/1545 — 1580) и Фатьмы Султан (ок. 1548—1580). Вероятно, Фатьма Султан стала последним ребёнком, рождённым Нурбану.
Достоверно неизвестно, сколько всего детей было у султана Селима II. Так, Пирс пишет о шести сыновьях, помимо наследника, не называя их имён; Олдерсон указывает пятерых казнённых Мурадом сыновей Селима (Абдуллу, Джихангира, Мустафу, Османа, Сулеймана) и ещё Мехмеда, умершего в 1572 году и похороненного в тюрбе Хюррем Султан. В то же время Финкель цитирует слова «третьего медика» шехзаде Мурада о казни девяти сыновей Селима II.

## Киновоплощения
- 1990 — «Битва трёх королей» (СССР, Испания, Италия, Марокко). В роли Селима II — Сергей Бондарчук.
- 1997 — «Роксолана» (Украина). В роли шехзаде Селима — Александр Дзюба.
- 2003 — сериал «Хюррем Султан» (Турция); роль шехзаде Селима исполнил Атылай Улуышик.
- 2011-2014 — сериал «Великолепный век» (Турция); роль взрослого шехзаде исполнил актёр Энгин Озтюрк.